# Teheranski okrug
Teheranski okrug (perz. شهرستان تهران; Šarestān-e Tehrān) je jedan od 14 okruga Teheranske pokrajine u Iranu. Glavni grad okruga je Teheran, ujedno glavni i najveći iranski grad. Teheranski okrug omeđen je Kodskim, Šaherijarskim, Islamšaherskim, Rajskim i Pakdaštskim okrugom na jugu, Damavandskim okrugom na istoku, Šemiranskim okrugom na sjeveru, te Alborškom pokrajinom na zapadu. Prema službenim podacima iz 2006. godine ovaj okrug obuhvaćao je područje od 1601 km², a u njemu je živjelo 7,876.649 stanovnika.

## Vanjske poveznice
- (perz.) Službene stranice pokrajine Teheran  Arhivirana inačica izvorne stranice od 4. veljače 2005. (Wayback Machine)
- (perz.)(engl.) Statistical centre of Iran (1999.): Bakhshes, Cities and Dehestans by Ostan and Shahrestan  Arhivirana inačica izvorne stranice od 16. prosinca 2008. (Wayback Machine)

Sestrinski projekti
|  | Zajednički poslužitelj ima još gradiva o temi Teheranski okrug |